# 皇家薩拉戈薩
皇家薩拉戈薩（Real Zaragoza），簡稱薩拉戈薩（Zaragoza），是一家位於西班牙阿拉貢自治區首府薩拉戈薩的足球俱樂部，成立於1932年3月18日，目前參加西班牙足球乙級聯賽。球隊主場羅馬雷達球場可容納 35,000 人。
球會史上最佳成績是贏得1964年國際城市博覽會盃和1995年歐洲盃賽冠軍盃。

## 榮譽
- 西班牙國王盃
  - 冠軍 (6)：1964年、1966年、1986年、1994年、2001年、2004年
- 國際城市博覽會盃
  - 冠軍 (1)：1964年
- 歐洲盃賽冠軍盃
  - 冠軍 (1)：1995年

## 外部連結
- 皇家薩拉戈薩官方網站 （页面存档备份，存于）
- Pasión Zaragocista （页面存档备份，存于）